# Acanthobasidium
Acanthobasidium là một chi nấm trong họ Stereaceae. Chi này có 3 loài được nhà nấm học Franz Oberwinkler tìm thấy ở châu Âu năm 1966.